# 韦尔特湖畔克伦彭多夫
韦尔特湖畔克伦彭多夫是奥地利克恩顿州克拉根福兰县的一个市镇。总面积11.86平方公里，总人口3194人，人口密度269.3人/平方公里（2005年）。